# لیک فورک (آیداهو)
لیک فورک (به انگلیسی: Lake Fork) یک منطقهٔ مسکونی در ایالات متحده آمریکا است که در شهرستان ولی، آیداهو واقع شده‌است. لیک فورک ۱٬۵۱۶٫۰۹ متر بالاتر از سطح دریا واقع شده‌است.